# Joshua Brenet
Joshua Benjamin Brenet, né le 20 mars 1994 à Kerkrade, est un footballeur international curacien qui évolue au poste d'arrière latéral.

## Palmarès
- PSV Eindhoven
  - Supercoupe des Pays-Bas :
    - Vainqueur : 2015

  - Championnat des Pays-Bas :
    - Vainqueur : 2015, 2016 et 2018